# Oración por Ucrania
La Oración por Ucrania (en ucraniano: Молитва за Україну, romanizado: Molytva za Ukrayinu) es un himno patriótico ucraniano publicado en 1885, cuyo texto fue escrito por Oleksandr Koniski y la música fue compuesta por Mikola Lísenko. La canción, primero pensada para un coro de niños, se convirtió en el himno de cierre habitual de los servicios de la iglesia greco-católica ucraniana, la iglesia ortodoxa de Ucrania y otras iglesias. Adquirió importancia nacional cuando fue interpretada por coros masivos durante la guerra de independencia de Ucrania (1917-1920). 

## Historia
Oleksandr Koniski escribió un poema patriótico entre febrero y el 28 de marzo de 1885 en Kiev, en un momento en que el gobierno imperial ruso suprimió el uso del idioma ucraniano. La melodía y la composición coral fueron escritas por Mikola Lísenko, un compositor que inspiró una escuela nacional de composición de Ucrania.
La obra fue impresa en Leópolis en el verano de 1885, destinado a un coro de niños. Se presentó como una partitura, con partes separadas para soprano y contralto. El escenario resultó demasiado difícil para los coros infantiles habituales. El 2 de agosto se representó por primera vez la Oración por Ucrania en Ternópil en una velada literaria y musical con motivo del viaje de los estudiantes de Leópolis a Podolia.
La oración se generalizó a principios del siglo XX en arreglos para coro mixto realizados por el Víktor Matiuk en 1907 y por Kirilo Stetsenko y Oleksandr Koshits en la década de 1910. Adquirió un significado simbólico durante la guerra de Independencia de Ucrania en 1917-1920 y luego fue interpretado por miles de coros, dirigidos por Kirilo Stetsenko, en la plaza Bohdan Jmelnitski de Kiev. Se cantó en un mitin patriótico nacional el 20 de diciembre de 1917 y con motivo del Acta de Unificación de la República Popular Ucraniana y la República Popular Ucraniana Occidental el 22 de enero de 1919.
El 14 de julio de 1998, por iniciativa del consejo de ministros de Ucrania, el himno formó parte del proyecto de ley registrado con el número 1229 "Sobre el texto del Himno estatal de Ucrania y el Himno espiritual de Ucrania". El autor del proyecto fue Anatoli Holubchenko, natural de Mariúpol y entonces Primer Viceprimer Ministro de Ucrania (1997-1999).

## Letra
| Ucraniano | IPA | Alfabeto latino ucraniano |
| --- | --- | --- |
| Боже великий, єдиний, Нам Україну храни, Волі і світу промінням Ти її осіни. Світлом науки і знання Нас, дітей, просвіти, В чистій любові до краю, Ти нас, Боже, зрости. Молимось, Боже єдиний, Нам Україну храни, Всі свої ласки й щедроти Ти на люд наш зверни. Дай йому волю, дай йому долю, Дай доброго світу, щастя, Дай, Боже, народу І многая, многая літа. | ['bɔ.ʒe. ʋe.'lɪ.kɪi̯. je.'dɪ.nɪi̯ \| ] ['na.m u.kra.'ji.nu xra.'nɪ \|\| ] ['ʋo.lʲi. i. 'sʲʋi.tu pro.'mi.nʲ:am \| ] ['tɪ. ji.'ji o.sʲi.'nɪ \|\| ] ['sʲʋi.tlom. na.'u.kɪ. i. 'zna.nʲ:a \| ] ['nas. dʲi.'tei̯. pro.'sʲʋi.'tɪ \|\|] [w 'tʃɪ.sʲtʲii̯. lʲu.'bo.ʋi. do. 'kra.ju \| ] ['tɪ. nas. 'bɔ.ʒe. zro.'stɪ \|\| ] ['mo.lɪ.mosʲ. 'bɔ.ʒe. je.'dɪ.nɪi̯ \| ] [nam. u.kra.'ji.nu xra.'nɪ \|\| ] [wsʲi. sʋo.ji. la.skɪ ɪj. ʃtʃe.dro.tɪ \| ] [tɪ. na. ljud. naʃ. zver.nɪ \|\| ] ['dai̯. jo.'mu. 'vɔ.lju. \| 'dai̯. jo.'mu. 'dɔ.lju \| ] ['dai̯. dɔ.bro.ɦo. svi.tu. \|\| ʃtʃa.sʲtʲa] [dai̯, 'bɔ.ʒe. na.ro.du \| ] [i. 'mnɔ.ɦa.ja \| 'mnɔ.ɦa.ja lʲi.ta \|\| ] | Bozhe velykyi, yedynyi, Nam Ukrainu khrany, Voli i svitu prominniam, Ty yii osiny. Svitlom nauky i znannia Nas, ditey, prosvity, V chystii liubovi do kraiu, Ty nas, Bozhe, zrosty. Molymos', Bozhe yedynyi, Nam Ukrainu khrany, Vsi svoi lasky y shchedroty, Ty na liud nash zverny. Dai yomu voliu, dai yomu doliu, Dai dobroho svitu, shchastia, Dai, Bozhe, narodu I mnohaia, mnohaia lita. |

## Uso

### Iglesias
"Oración por Ucrania" cierra cada liturgia en la iglesia greco-católica ucraniana, así como en la iglesia ortodoxa de Ucrania y otras iglesias.

### Himno nacional espiritual
El himno se canta al final de algunas reuniones de óblasts, raiones y ayuntamientos. Otras ocasiones incluyen el Día de la Unidad de Ucrania, el Día Conmemorativo del Holodomor y el aniversario de la deportación de los tártaros de Crimea. En sus memorias, Taras Hunczak recordó que la canción abrió un concierto de 1991 en la Ópera Nacional de Ucrania, organizado por la Rada Suprema (el parlamento de Ucrania) y que celebraba el 125 aniversario del nacimiento de Mijailo Hrushevski. Se representó en Jreshchatik, la calle principal de Kiev, en 2001 durante las celebraciones del décimo aniversario de la independencia de Ucrania; El Semanario Ucraniano lo describió como "quizás uno de los momentos más inspiradores del desfile". En 2007, el Coro Folclórico Ucraniano Veriovka la cantó en la inauguración de la sexta convocatoria de la Rada Suprema.

### Grabaciones

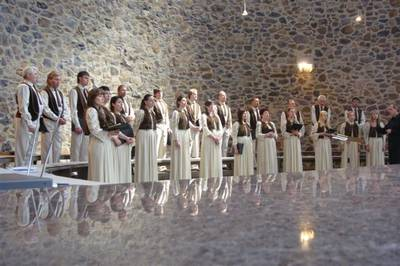
Coro Oreya con trajes típicos.

Oración por Ucrania se ha grabado varias veces. Oreya, un coro centrado en la música ucraniana, eligió el himno como la primera canción de su álbum de 2000, su nombre como título. También fue la apertura de su álbum del vigésimo aniversario en 2009. En 2002, el coro bandurista ucraniano grabó Oración por Ucrania en el álbum Golden echoes of Kyiv. En 2020, Mijailo Joma de Dzidzio grabó el himno con la Orquesta Sinfónica Joven de Ucrania, dirigida por Oksana Lyniv.

### Tras la invasión rusa de Ucrania
Oración por Ucrania se ha interpretado internacionalmente en los servicios religiosos relacionados con la invasión rusa de Ucrania, ya en previsión del conflicto. El 24 de febrero de 2022, día en que comenzó oficialmente la invasión, la Orquesta de Cámara de Los Ángeles incluyó espontáneamente "Prayer for Ukraine", arreglada por su bibliotecario musical Serge Liberovski, en una serie de conciertos en Santa Mónica, entre el Divertimento para trío de cuerdas de Mozart y Serenata para instrumentos de vientos de Antonín Dvořák. Fue introducido por un discurso sobre su importancia. El 26 de febrero, el coro ucraniano Dumka de Nueva York, grupo fundado en 1949 "para preservar y cultivar la rica herencia musical de Ucrania", interpretó el himno al aire libre en Saturday Night Live, detrás de una mesa con velas encendidas. dispuesto para deletrear Kyiv.

## Estructura
El tema principal de la composición consiste en síncopas y melodías descendentes que los banduristas nacionales tocaban con los dedos deslizándose sobre las cuerdas, que fue utilizada por primera vez por el bandurista Hnat Jotkévich como acompañamiento instrumental para su composición de una canción popular sobre Baida ("Poema de Baida», 1912), que orquestó en 1930.